# 拉博姆 (上阿尔卑斯省)
拉博姆（法語：La Beaume，法語發音：[la bom]）是法国上阿尔卑斯省的一个市镇，属于加普区。

## 地理
拉博姆（44°33'9"N, 5°38'12"E）面积29.64 平方千米，位于法国普罗旺斯-阿尔卑斯-蓝色海岸大区上阿尔卑斯省，该省份为法国东南部内陆省份，北起萨瓦省，西北接伊泽尔省，西南接德龙省，南至上普罗旺斯阿尔卑斯省，东北部与意大利接壤。
与拉博姆接壤的市镇（或旧市镇、城区）包括：拉福里、拉欧特博姆、蒙布朗、圣皮埃尔达尔让松、拉巴蒂德丰、博里耶尔、瓦勒马拉韦勒、莱普雷。

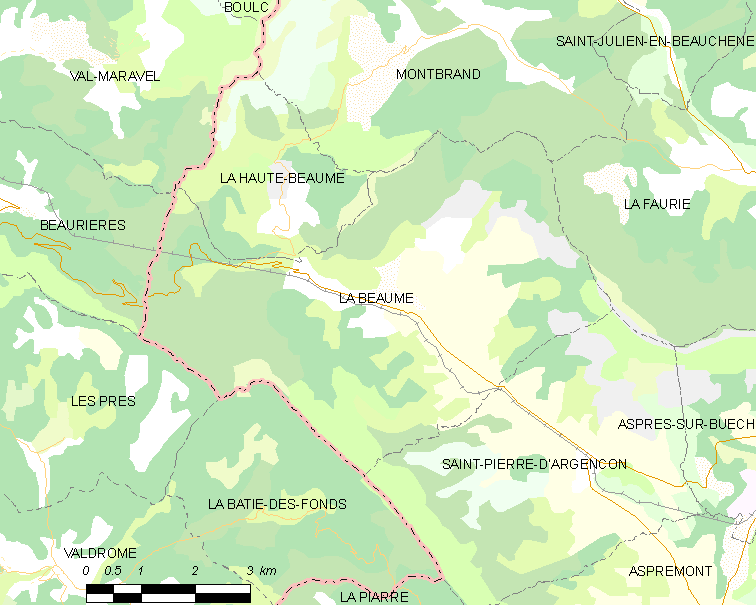
的OSM定位图

拉博姆的时区为UTC+01:00、UTC+02:00（夏令时）。

## 行政
拉博姆的邮政编码为05140，INSEE市镇编码为05019。

## 政治
拉博姆所属的省级选区为塞尔县。

## 人口

1962-2008年间人口变化图示

拉博姆于2022年1月1日时的人口数量为150人。